# Miradouro da Fajã do Ouvidor

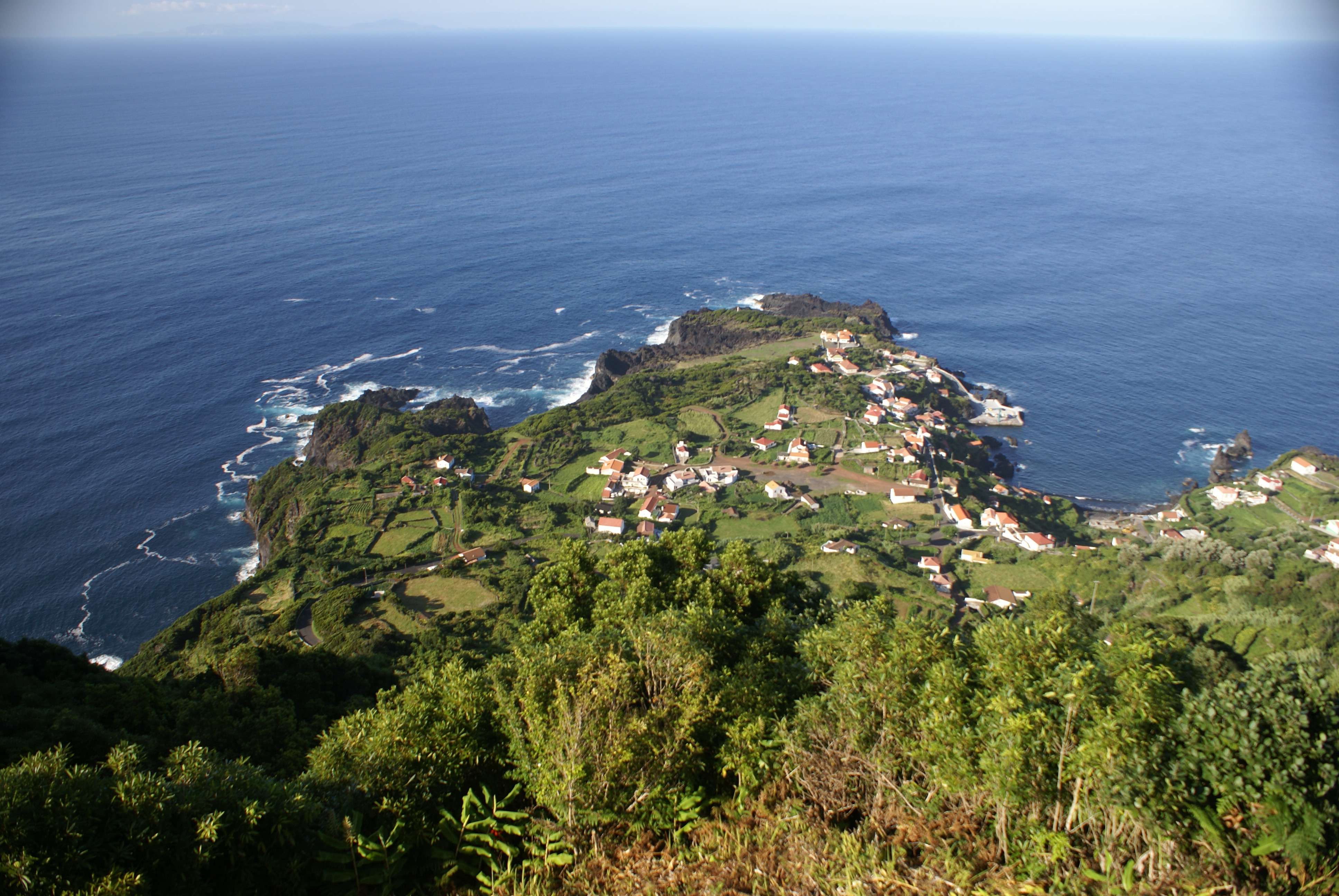
Fajã do Ouvidor, vista geral.

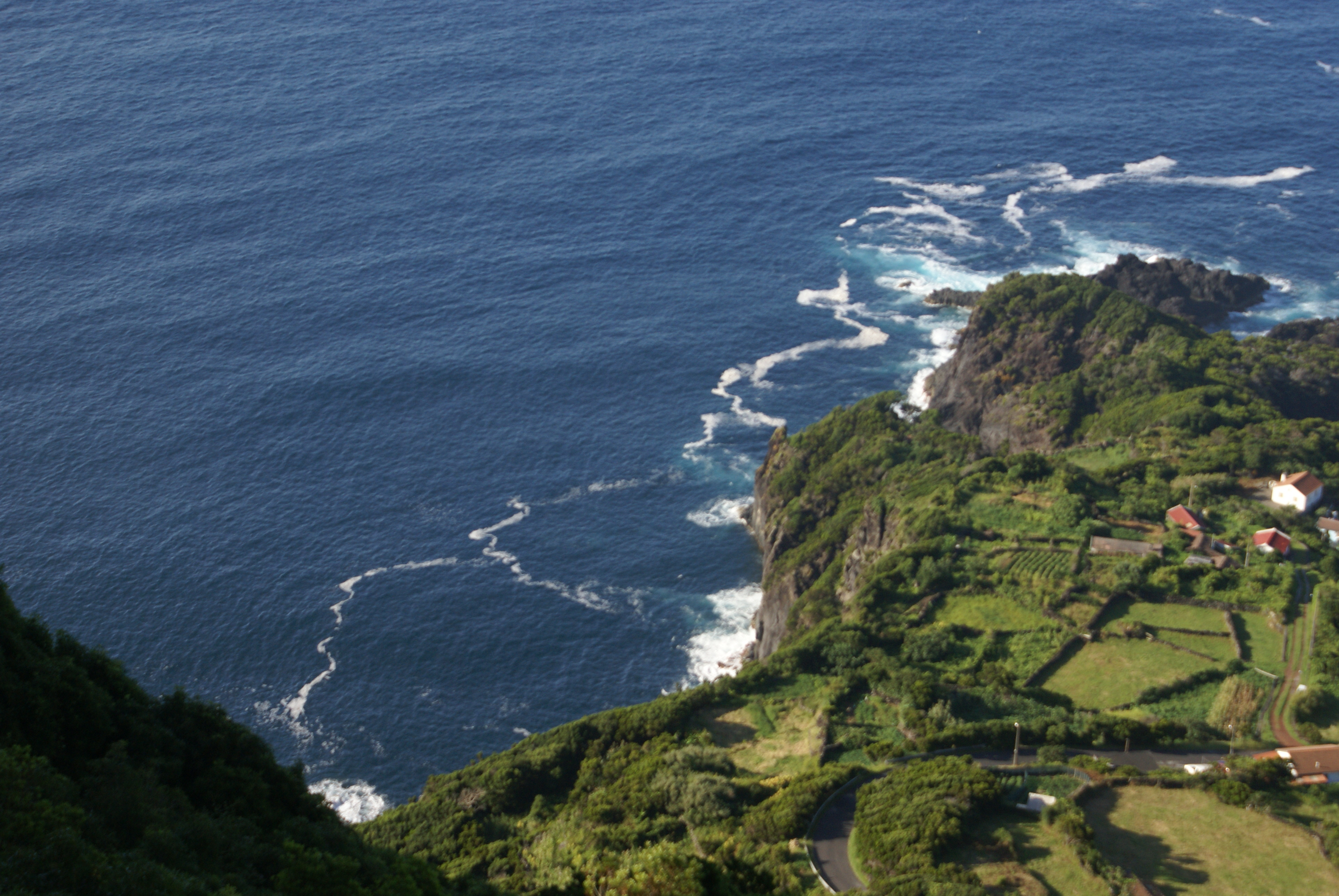
Fajã do Ouvidor, miradouro.

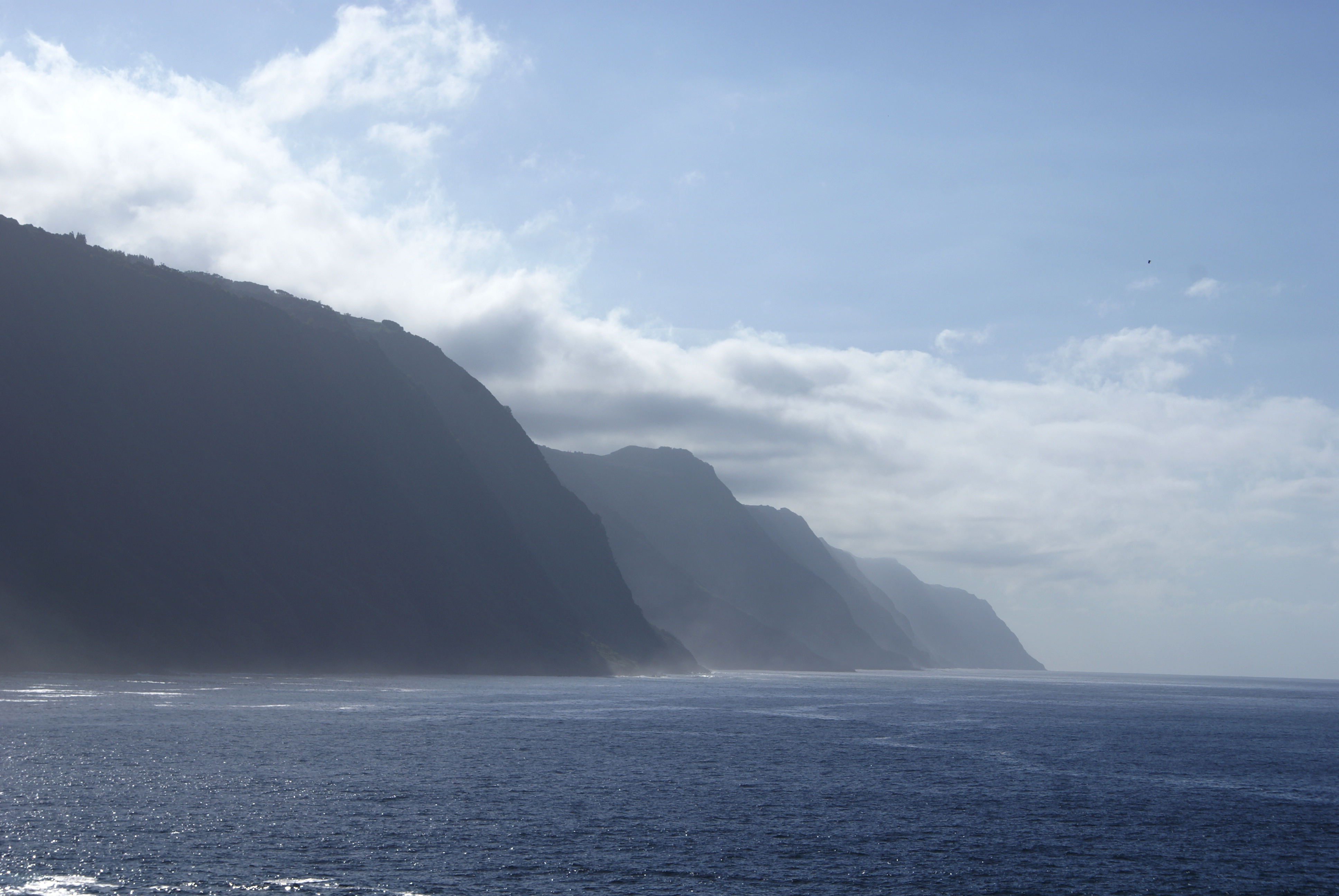
Fajã do Ouvidor, a grandiosidade das falésias.

O Miradouro da Fajã do Ouvidor é um miradouro português situado junto à falésia que dá acesso à Fajã do Ouvidor, na freguesia do Norte Grande, concelho de Velas, ilha de São Jorge.
Deste miradouro é possível ter-se uma vista muito ampla sobre parte das altas falésias e escarpas desta parte da ilha de São Jorge, bem como da fajã lá no fundo da falésia aninhada junto ao mar.